# Cryptantha subcapitata
Cryptantha subcapitata là loài thực vật có hoa trong họ Mồ hôi. Loài này được Dorn & Lichvar mô tả khoa học đầu tiên năm 1981.